# Berthold von Deimling
Berthold Karl Adolf von Deimling (21 de marzo de 1853, Karlsruhe, Gran Ducado de Baden - 3 de febrero de 1944) fue un oficial general del Ejército alemán durante la I Guerra Mundial.
Deimling entró en el ejército en 1871, tras la Guerra franco-prusiana, y después de trabajar en el Estado Mayor General y en África del Sudoeste Alemana alcanzó el mando de una brigada de infantería en 1907.
Con el estallido de la Primera Guerra Mundial, Deimling estaba al mando del XV Cuerpo cerca de la frontera suiza y comandó este cuerpo durante la Batalla de Mulhouse. Más tarde comandaría fuerzas en la Primera Batalla de Ypres, en la Batalla de Verdún y en la Batalla del Somme. Se le concedió la Pour le Mérite el 28 de agosto de 1916.
Después de la guerra Deimling se convirtió en un comprometido pacifista y miembro del consejo de la Sociedad Alemana por la Paz (DFG). Fue miembro del Partido Democrático Alemán. Murió en Baden-Baden.